# Azar Andami
Azar Andami, född 1926, död 1984, var en iransk forskare (bakteriolog). 
Nedslagskratern Andami på planeten Venus har fått sitt namn efter henne. Namntilldelningen skedde 1991.